# Jacobs Peak
Der Jacobs Peak ist ein 2040 m hoher Berg im Australischen Antarktis-Territorium. In der Britannia Range überragt er das nördliche Ende eines Gebirgskamms an der Westflanke des Ragotzkie-Gletschers.
Das Advisory Committee on Antarctic Names benannte den Berg 1965 nach dem US-amerikanischen Ionosphärephysiker John Douglas Jacobs, der 1964 als Austauschwissenschaftler auf der Wostok-Station tätig war.